# Chello

Logo de Chello.

Chello est un fournisseur d'accès à Internet, anciennement disponible dans de nombreux pays européens, comme la Belgique, l'Allemagne ou la Suisse.
En France, Chello a été cédé fin 2006 au câblo-opérateur Noos, devenu ensuite Numericable.
En Autriche, Pologne, Hongrie et aux Pays-Bas, il a été remplacé par upclive.
En Norvège, il a été remplacé par getlive.
En Belgique, Chello a été repris par Telenet